# Xã Bilodeau, Quận Wells, Bắc Dakota
Xã Bilodeau (tiếng Anh: Bilodeau Township) là một xã thuộc quận Wells, tiểu bang Bắc Dakota, Hoa Kỳ. Năm 2010, dân số của xã này là 41 người.